# Alberto Dalla Volta
Alberto Dalla Volta (Mantova, 21 dicembre 1922 – Auschwitz, gennaio 1945) è stato una vittima della Shoah.
Fu compagno di prigionia di Primo Levi, che lo considerò come il suo migliore amico e in numerose opere ne descrisse il carattere mite e resiliente.

## Biografia

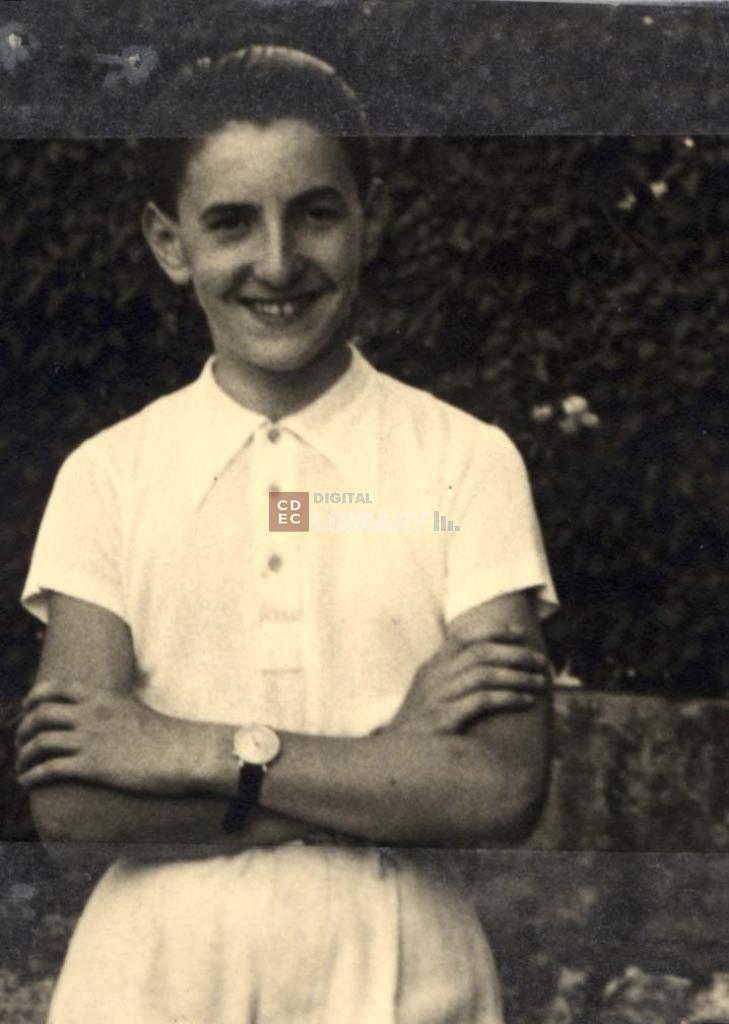
Alberto Dalla Volta

Alberto Dalla Volta nacque il 21 dicembre 1922 a Mantova da una famiglia benestante di origini ebraiche composta dal padre Guido, dalla madre Emma Viterbi, dallo stesso Alberto e dal fratello minore Paolo. I genitori si erano sposati con rito civile e non praticavano la religione ebraica. La ricchezza della famiglia derivava dal commercio dei tessuti. Nel 1936 la famiglia Dalla Volta si trasferì a Brescia, dove Guido aprì un negozio di forniture mediche. 
Il padre fu membro attivo di molte associazioni e commissario del sindacato provinciale fascista dei commercianti di prodotti chimici; egli aveva combattuto durante la prima guerra mondiale ed era tenente di complemento del Regio Esercito. Benché di madre cristiana e battezzato, Guido venne perseguitato a causa delle sue origini ebraiche. Dopo le leggi razziali del 1938 fu spogliato di tutte le sue cariche, venne radiato dall’esercito e dal Partito fascista. Egli era un uomo dotato di un'energia inesauribile, amatissimo, attivo e molto determinato nel suo ambito professionale.

### Il rapporto con i genitori

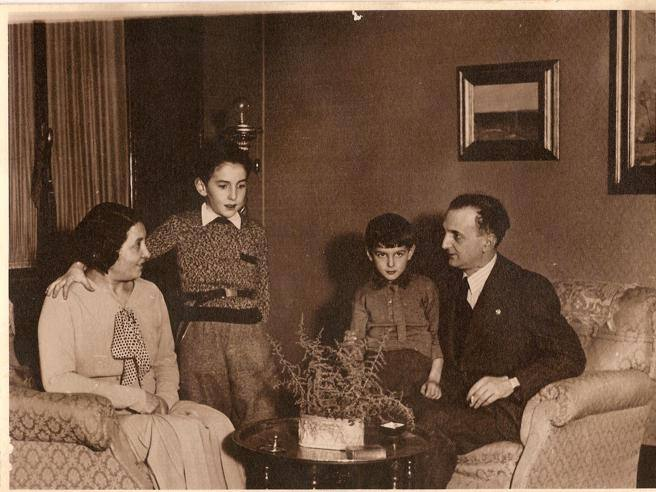
La famiglia Dalla Volta

Guido fu per Alberto una grande esempio. Da lui ereditò il carattere mite e razionale. Entrambi erano capaci di adattarsi alle situazioni più difficili. Alberto crebbe con la sicurezza data dall’amorevolezza di tutti e due i genitori, a cui era molto legato, specialmente alla madre Emma Viterbi.

### Gli studi
Alberto e Paolo riuscirono a portare avanti gli studi liceali grazie ad un accordo preso con la loro scuola, che li accolse di nascosto, dal momento che risultarono gli unici studenti ebrei. Questo permise ad Alberto di frequentare anche le lezioni di religione cattolica, ottenendo peraltro esiti molto positivi.
Alberto si diplomò presso il liceo scientifico "Annibale Calini" di Brescia, e frequentò per due anni la facoltà di chimica presso l'Università di Modena. Come lingua straniera studiò il tedesco (forse anche per influenza della madre, appassionata lettrice di Heine e Schiller), ed eccelleva sia nelle materie scientifiche sia in cultura militare.

### La deportazione
Il 30 novembre 1943 fu emanata l'ordinanza della polizia n. 5 firmata da Guido Buffarini Guidi, ministro dell'Interno della Repubblica Sociale Italiana, la quale disponeva che tutti gli ebrei residenti in territorio nazionale dovessero essere inviati in appositi campi di concentramento e tutti i loro beni mobili e immobili dovessero essere sequestrati.
Già a partire dal giorno seguente la data di pubblicazione dell'ordinanza, a Brescia iniziò la caccia all'ebreo.
Manlio Candrilli, che era diventato da poco questore di Brescia, si era particolarmente interessato al caso dei Dalla Volta poiché, in virtù della loro condizione economica, essi rappresentavano pienamente agli occhi delle autorità della Repubblica Sociale lo stereotipo degli ebrei ricchi e avidi di potere. Inoltre in seguito ad alcune delazioni, tra cui quella del dottor Bruno Azzolini suo socio in affari, Guido venne accusato di aver tentato di infrangere la legislazione razziale e denunciato come appartenente alla razza ebraica. La situazione dei Dalla Volta si aggravò, quando il 18 dicembre con una circolare prefettizia fu dato il via libera alla grande razzia dei beni ebraici.
Il 1º dicembre 1943 vennero arrestati, prima Guido e successivamente Alberto, il quale si offrì al posto del padre, illudendosi che il trasferimento avesse come meta un campo di lavoro forzato, dove, data la sua giovane età, lui avrebbe resistito meglio del padre cinquantenne.
Per contro, la mamma Emma e il fratello adolescente Paolo riuscirono a sottrarsi all’arresto, viste le gravi condizioni di salute del giovane, malato di tifo, e si diedero alla fuga grazie all'aiuto di alcuni vicini "giusti". Passarono attraverso le cantine del grattacielo di piazza Vittoria 11, dove i Dalla Volta vivevano al secondo piano, e Paolo, nascondendosi tra i sacchi delle valute su un'auto del Credito Agrario Bresciano, fu portato e ricoverato, sotto falso nome, presso la clinica San Camillo di Brescia, dove rimase fino alla guarigione per poi raggiungere la madre, una volta ristabilitosi. Quest'ultima, grazie all'ausilio del farmacista Giuseppe (Peppino) Malfassi, fu condotta sotto falso nome presso la famiglia Rizzini di una piccola frazione di Gardone Val Trompia, chiamata Magno, Angelo e Caterina, insieme ai figli, accolsero e protessero lei e suo figlio per tutto il periodo della guerra.
Ad Angelo e Caterina Rizzini è stata dedicata una targa nel Giardino dei Giusti di Brescia, presso Parco Tarello.
Guido e Alberto furono rinchiusi nel carcere di Brescia, dove rimasero fino all'8 febbraio del 1944, quando furono trasferiti nel campo di Fossoli. Fu qui che i Dalla Volta ebbero i primi contatti con Primo Levi.
L'amicizia con Primo si saldò in una sorta di patto di alleanza per garantirsi reciprocamente la sopravvivenza nel campo di lavoro di Monowitz (noto come Auschwitz III o Auschwitz-Monowitz), dove entrambi furono avviati. Ad Alberto venne assegnato il numero di matricola 174488.
Tra le tante strategie messe in atto dai due amici, una fu quella che Levi narra nel racconto Cerio, appartenente alla raccolta Il sistema periodico. Levi rubò dal laboratorio della fabbrica di Buna Monowitz, annessa al lager, dove lavorava, tre piccoli cilindretti di colore grigio. Li mostrò ad Alberto, e questi provò a raschiarne uno con una lama, provocando così un fascio di scintille gialle. I due capirono che si trattava del ferro-cerio, la lega di cui sono fatte le pietrine accendisigaro. A questo punto, pensarono di lavorare i cilindretti e trasformarli, per poterli rivendere clandestinamente nel campo, al fine di procurarsi un po' di cibo in più. Fu così che Primo e Alberto si assicurarono il pane fino all'ordine di evacuazione imposto dalle SS, prima dell'arrivo dei sovietici ad Auschwitz.
Altri episodi ricordati in Se questo è un uomo ebbero per protagonisti Alberto e Primo. Levi riferisce del furto della carta millimetrata, che venne offerta al medico capo del Ka-Be (nome abbreviato dell'infermeria posta nella baracca detta Krankenbau) per un utilizzo ambulatoriale, della costruzione della menaschka, una gamella-secchio utilizzata per il trasporto della zuppa e costruita con due pezzi di grondaia da un lattoniere in cambio di tre razioni di pane e del contrabbando delle scope dal cantiere al lager  ("invenzione" di Primo per quanto concerne la questione "trasporto e montaggio": i vari pezzi della scopa venivano nascosti tra gli abiti e ricomposti all’occorrenza). Racconta inoltre dell'organizzazione del mercato nero delle lime, iniziato quando Alberto chiese una lima grossa al magazziniere e la barattò con due lime più piccole di uguale valore, di cui una venne restituita al magazziniere e l'altra invece fu venduta, e della sostituzione degli "scontrini per le docce" con dischetti colorati derivati da targhette che furono proposti da Alberto, al Blockältester in cambio di dieci razioni di pane a consegna scalare.
Entrambi nel lager compirono azioni che in precedenza avrebbero ritenuto inaccettabili, come rubare, ma che in quella situazione drammatica risultavano indispensabili per la sopravvivenza.

### La fine
Il 18 gennaio del 1945 le SS decisero di evacuare il campo di Auschwitz, di fronte all'avanzata ormai inarrestabile dell'Armata Rossa.
Primo si ammalò di scarlattina e fu proprio questa malattia che gli salvò la vita, poiché, data la sua condizione, non poté unirsi a quanti partirono per la marcia della morte (Todesmärsche), al contrario di Alberto che, avendo già contratto la malattia da bambino, ne era diventato immune e fu costretto a partire.
Fu proprio durante questa marcia che Alberto Dalla Volta perse la vita insieme ad altri ventimila prigionieri. I tedeschi li fecero camminare per giorni e notti, uccidendo coloro che non erano in grado di proseguire. Non più di un quarto di questi sopravvisse e Alberto non fece più ritorno a casa.
Levi, tornato in Italia, cercò invano il suo amico, poiché credeva che lui ed Alberto non avrebbero mai potuto stare troppo a lungo separati, ma non fu così. Primo si recò a Brescia dalla famiglia Dalla Volta per informarli della probabile fine del suo amato amico. La famiglia di Alberto lo accolse con molta cortesia, ma appena Levi cominciò a dirgli cosa sapeva di Alberto, la madre ebbe una reazione più che umana: gli chiese di non parlarne e inoltre disse che sapeva da fonte certa che suo figlio era vivo. Primo tornò a trovarli un'altra volta e in quell'occasione le notizie su Alberto erano cambiate, ma il finale era sempre lo stesso: lui era vivo e stava bene. Dopo questa seconda visita, Primo non ebbe più il coraggio di tornare dalla famiglia dell'amico.

## Il rapporto con Primo Levi
Primo Levi nel lager considerava Alberto Dalla Volta il suo migliore amico e imparò da lui, giovane di soli 22 anni, la resilienza all'interno del campo di concentramento.
Fin da subito, Alberto dimostrò capacità di adattamento fuori dal comune: teneva la testa alta, poiché aveva capito che "la vita è guerra", non commiserava nessuno, tanto meno se stesso, era sostenuto da intelligenza e grande senso di giustizia, entrava in relazione con tutti in qualsiasi modo e riusciva a essere amico di tutti.
Agli occhi di Levi, Alberto seppe distinguersi dagli altri prigionieri del lager, poiché non si trasformò in "un tristo", ovvero in un uomo contagiato dal male circostante e avente come unico scopo quello di sopravvivere: al contrario, Alberto rimase "forte e mite", come colui che resiste all'ingiustizia, contro la quale "si spuntano le armi della notte".
Il giovane Dalla Volta fu uno studente modello e grande appassionato di chimica, materia in cui avrebbe voluto laurearsi. Probabilmente le sue conoscenze scientifiche gli tornarono molto utili nel lager come accadde allo stesso Primo Levi; in particolare la chimica fornì a Levi un metodo di osservazione della realtà che gli permise di considerare sempre i suoi compagni di lager come uomini e non cose. L'essere chimici li rese capaci di analisi e di manualità necessaria per trasformare oggetti o situazioni apparentemente inutili o del tutto insignificanti, se non addirittura mortifere, in possibili vie d'uscita per la sopravvivenza.
La logica alienante del lager portava i prigionieri a dimenticarsi del sistema di valori che aveva regolato la loro vita di uomini liberi. Essa mirava a condurli ad uno stato animalesco, ad una sorta di "legge della giungla", in cui vigeva soltanto la lotta per la sopravvivenza. Sporcizia, promiscuità, fame, denutrizione, malattie e mancanza di dignitosa umanità autorizzavano comportamenti che, data la situazione, non solo erano ritenuti accettabili, ma addirittura necessari.
Alberto e Primo non si sottrassero a questa logica disumana, ma si adattarono ad essa sempre con intelligenza sfruttando le proprie capacità, competenze e conoscenze.
Primo Levi definì Alberto "un buco nel tessuto rigido del lager" per sottolineare come egli perseguendo i suoi ideali e non sottomettendosi mai interiormente alla legge del lager, fosse in grado di far saltare il sistema. La sua personalità era differente da quella di qualsiasi altro prigioniero: egli non era superbo e nemmeno propenso al raggiro, bensì era dotato di grande forza d'animo e sapeva usare la propria astuzia senza nuocere al prossimo.
(Primo Levi, Il sistema periodico)
Primo Levi menziona Alberto Dalla Volta ne I sommersi e i salvati, in Se questo è un uomo, nel racconto Pipetta da guerra e nel racconto Cerio de Il sistema periodico. In tutti questi casi Levi nomina l'amico chiamandolo solo per nome, senza citare il cognome, come risulta essere stato richiesto dalla famiglia, che non accettò mai la sua scomparsa.
Secondo quanto riferisce Primo Levi nel libro Se questo è un uomo, i due avevano un rapporto simbiotico, tanto che venivano considerati come un'unica persona (a volte venivano scambiati l'uno per l'altro): gli altri deportati ritenevano che i due avessero lo stesso destino. Non è un caso se, per parlare di sé e dell’amico, Levi ricorre spessissimo al duale "Alberto ed io", rifacendosi al caso della grammatica greca, che accentua il significato del nostro "noi" italiano.
In Se questo è un uomo a Dalla Volta non è dedicato un capitolo specifico, ma la sua figura compare ogni tanto, quasi che la sua presenza sia scontata, inevitabile e indispensabile. 
Levi prese Alberto Dalla Volta come modello e fonte d'ispirazione, per il suo coraggio, la sua razionalità, la sua dignità e la sua integrità e sostenne di essere stato salvato dal punto di vista morale dall’amico. Il loro rapporto gli permise di evitare il processo di annichilimento, previsto dalla logica del Lager, che tendeva a svuotare i prigionieri della loro umanità. Alberto e Primo, insieme, seppero evitare "l'umiliazione e la demoralizzazione che conduceva al naufragio spirituale".